# Камінська сільська рада (Логойський район)
Камінська сільська рада — (біл. Каменскі сельсавет), адміністративно-територіальна одиниця в складі Логойського району розташована в Мінській області Білорусі. Адміністративний центр — Камінне.
Камінська сільська рада розташована на межі центральної Білорусі, у північній частині Мінської області, на північний схід від Логойська.
До складу сільради входять такі населені пункти:
- Ганцевичі
- Жолуді
- Закалюжжя
- Зацення
- Камінне
- Камінська Слобода
- Козинець
- Лавоша
- Липки
- Малинівка
- Мокрядь
- Новоганцевичі
- Новоганцевицька Рудня
- Новоганцевицька Слобода
- Пограниччя
- Підлап'я
- Ралівка
- Селище
- Стаєцьке
- Стайки
- Середнє
- Староганцевицька Слобода
- Фільяново
- Хворостени
- Чмелевичі